# The Afterglow Tour 2012
『The Afterglow Tour 2012』(ザ アフターグロー ツアー2012)は、2013年5月22日に発売されたthe HIATUSのライブアルバムである。また、同じタイトルで同じ内容の映像を収録したライブビデオも同日に発売した。

## 概要
2012年11月から12月にかけて行われたthe HIATUSの全国ツアー『the Afterglow Tour 2012』の最終日の公演を作品化した。
細美はオーケストラを交えて全国ツアーするために、2012年の３月頃からこのツアーの準備をはじめたらしく、ツアー開始の２ヶ月前の９月には、ツアーのリハーサルの様子とスタジオライブを収録したDVD『The Afterglow - A World Of Pandemonium -』を発表した。そのDVDでは主に3rdアルバムの曲のアレンジをかえて収録したが、1stアルバム、2ndアルバムの曲もアレンジが変化したため、それをベースに徳澤青弦がオーケストラアレンジを行い、リハーサルを繰り返してツアーの準備を行ったという。
本アルバムの音源となる12月6日のNHKホールでの公演は、ジェイミー・ブレイクが加わり17人編成で行われた。

## メンバー
- 細美武士：ボーカル、ギター
- masasucks：ギター、マンドリン、バッキングボーカル
- ウエノコウジ：ベース
- 柏倉隆史：ドラムス
- 堀江博久：ピアノ、シンセサイザー、アコーディオン、ローズピアノ
- 一瀬正和：ドラムス、パーカッション、グロッケンシュピール、アコースティックギター
- 中村公輔 (Kangaroo Paw)：プログラミング、サンプル、サウンドエフェクト
- ジェイミー・ブレイク（The Rentals)：ボーカル
- 坂本美雨：ボーカル
- 徳澤青弦：チェロ、グロッケンシュピール
- 梶谷裕子：バイオリン
- 菊地幹代：ヴィオラ
- 木ノ脇道元：フルート
- 武嶋聡：クラリネット、テナーサックス
- 類家心平：トランペット
- 滝本尚史：トロンボーン
- 庄司知世：ホーン

追加ツアーメンバー
- ナヲ (マキシマム ザ ホルモン)：ドラムス、パーカッション
- 伊藤彩：バイオリン
- 竹山愛：フルート

## 収録曲
全作詞:Takeshi Hosomi、作曲:the HIATUS、編曲：the HIATUS & 徳澤青弦（Disk2-7のみ作詞: Jamie Blake & Takeshi Hosomi / 作曲:the HIATUS & Jamie Blake）

### Disk1
1. The Afterglow
2. Deerhounds
3. Flyleaf
4. Ghost In The Rain
5. My Own Worst Enemy
6. The Tower and The Snake
7. Bittersweet / Hatching Mayflies
8. Shimmer
9. Broccoli
10. the Ivy
11. Little Odyssey
12. Monkeys
13. ベテルギウスの灯

### Disk2
1. Snowflakes
2. Walking Like A Man
3. The Flare
4. Superblock
5. Insomnia
6. Twisted Maple Trees
7. Souls
8. On Your Way Home
9. 紺碧の夜に
10. Silver Birch